# 416 Vaticana
416 Vaticana је астероид главног астероидног појаса са пречником од приближно 85,47 km.
Афел астероида је на удаљености од 3,401 астрономских јединица (АЈ) од Сунца, а перихел на 2,178 АЈ.
Ексцентрицитет орбите износи 0,219, инклинација (нагиб) орбите у односу на раван еклиптике 12,860 степени, а орбитални период износи 1701,850 дана (4,659 године).
Апсолутна магнитуда астероида је 7,89 а геометријски албедо 0,168.
Астероид је откривен 4. маја 1896. године.